# Delahaye Type 2
Der Delahaye Type 2 ist ein frühes Pkw-Modell. Hersteller war Automobiles Delahaye in Frankreich.

## Beschreibung
Die Fahrzeuge wurden zwischen 1896 und 1901 hergestellt. Als erstes Modell seiner Leistungsklasse gab es keinen Vorgänger. Nachfolger wurden Delahaye Type 8 und Delahaye Type 9.
Der Zweizylinder-Ottomotor war in Frankreich mit 10 CV eingestuft. Er ist hinten im Fahrgestell eingebaut und treibt die Hinterachse an. Der Hauptunterschied zum Delahaye Type 1 liegt im größeren Motor. 110 mm Bohrung und 160 mm Hub ergeben 3041 cm³ Hubraum. Der Motor leistet 9 bis 10 PS.
Die Spurweite beträgt 142 cm. Bekannt sind die Karosseriebauformen Doppelphaeton, Duc, Phaeton und Limousine. Sie bieten Platz für drei bis vier Personen. 36 km/h Höchstgeschwindigkeit sind möglich.
Der Radstand beträgt 190 cm wie beim Type 1.
Insgesamt entstanden 225 Fahrzeuge. Damit war es von den ersten vier Modellen Delahayes mit Heckmotor das Dritterfolgreichste.
Eine Limousine von 1897 ist erhalten geblieben und wird gelegentlich beim London to Brighton Veteran Car Run eingesetzt. Das Fahrzeug ist auch auf einer Briefmarke der Post der Kanalinsel Guernsey abgebildet.